# Tilques
Tilques (Nederlands: Tilleke) is een gemeente in het Franse departement Pas-de-Calais (regio Hauts-de-France). De plaats maakt deel uit van het arrondissement Sint-Omaars. Tilques telde op 1 januari 2022 1.063 inwoners.
In een ver verleden had het dorp een Vlaamsklinkende naam; in de 12e eeuw werd Tilleke geschreven; de huidige naam is daarvan een Franse fonetische nabootsing.

## Geografie
De oppervlakte van Tilques bedroeg op 1 januari 2022 7,29 vierkante kilometer; de bevolkingsdichtheid was toen 145,8 inwoners per km².

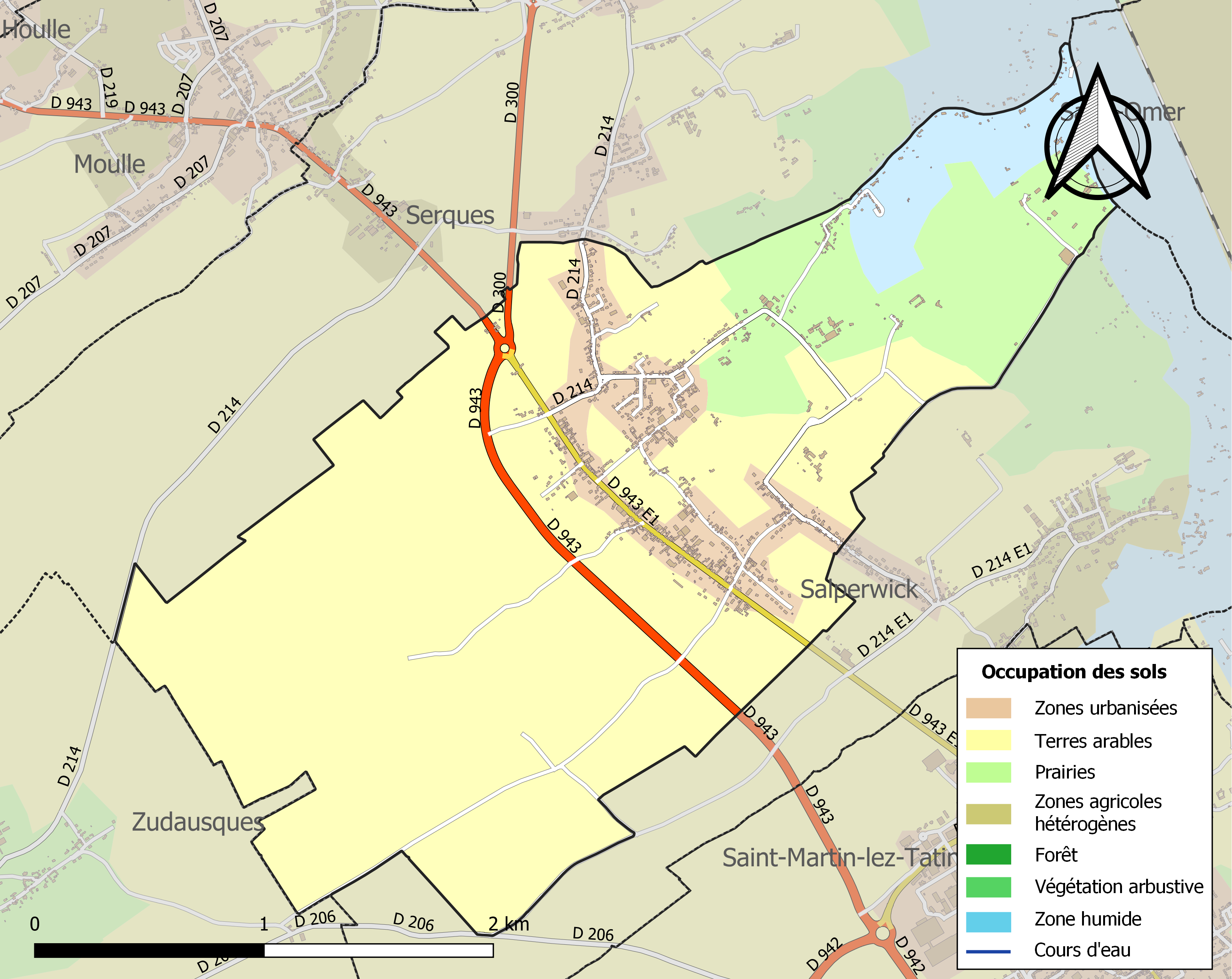
Kaart van de gemeente met belangrijkste infrastructuur, bodemgebruik en omliggende gemeenten

## Bezienswaardigheden
- Het Château d'Ecou was vroeger een versterkt kasteel temifdden van moerassen, waarvan het poortgebouw nog bestaat. In de loop van de eeuwen vonden vele verbouwingen en uitbreidingen plaats.
- De Heilig Hartkerk (Église Sacre-Coeur) is een neogotisch kerkgebouw van midden 19e eeuw.

## Demografie
Onderstaande figuur toont het verloop van het inwonertal (bron: INSEE-tellingen).

## Nabijgelegen kernen
Serques, Moulle, Zudausques, Sint-Omaars